# Acsarai
Acsarai (em turco: Aksaray) é uma cidade e distrito do centro da Turquia, capital da província homónima, na região da Anatólia Central. O distrito tem 3 540 km² de área e em dezembro de 2021 tinha 315 222 habitantes (densidade: 89 hab./km²), dos quais 247 147 na cidade.
A cidade foi batizada Arquelais (em grego: Ἀρχελαΐς; romaniz.: Archelais), pelo último rei da Capadócia, Arquelau. Os romanos chamaram-lhe Garsaura e os bizantinos Coloneia (em grego: Κολώνεια; Koloneia). Ak Saray significa "palácio branco"  em turco.

## Geografia
Acsarai situa-se numa espécie de oásis no meio de uma região árida, à beira do rio Melendiz, ao lado de uma extremidade noroeste do maciço montanhoso de Melendiz, o qual se estende desde Nide (Niğde) e cuja montanha mais alta é o monte Haçane, situado 30 km a sudeste da cidade. Sempre foi uma cidade de comércio, cuja prosperidade se deveu sobretudo à sua situação no cruzamento de duas rotas de grande importância: a que ligava Tarso a Angorá (atual Ancara) e a que ligava Cónia a Sivas. Nos anos mais recentes muitos dos seus habitantes emigraram em busca de melhores oportunidades de emprego para países da Europa Ocidental, principalmente para o Reino Unido e Alemanha.
Acsarai encontra-se a 75 km por estrada a sudoeste de Nevexequir (Nevşehir), 225 km a sudeste de Ancara, 150 km a nordeste de Cônia e 125 km (75 km em linha reta) a noroeste de Niğde. O lago salgado de Tuz encontra-se a aproximadamente 40 km a noroeste de Acsarai.
Embora usualmente se associe mais a Capadócia com o que é atualmente a província de Nevexequir, historicamente Acsarai também faz parte da Capadócia e inclusivamente o governo local intitula-a "pérola da Capadócia".

## História
Acsarai foi um ponto importante da Rota da Seda, a qual atravessou a Anatólia durante séculos. A cidade já existia antes do domínio romano da região, que se efetivou em 17 d.C. O último rei da Capadócia, Arquelau, chamou à cidade Arquelais e os Romanos chamaram-lhe Gausara. Durante a era bizantina foi chamada Coloneia na Capadócia, foi sé episcopal e ali esteve instalado um aplecto (base ou campo militar fortificado).
Os turcos seljúcidas conquistaram a região pouco depois de terem vencido Bizâncio na Batalha de Manzicerta, em 1071, tendo sido integrada no Sultanato de Rum. Os seljúcidas deixaram diversas monumentos importantes em Acsarai e arredores.
Em meados do século XIII a cidade esteve sob domínio mongol. Com o declínio do poder mongol, os caramânidas tomaram o seu lugar. O viajante árabe ibne Batuta ficou impressionado pela prosperidade dos comerciantes muçulmanos da cidade quando a visitou no século XIV e descreveu o centro urbano como «uma bela cidade, rodeada de canais e jardins, com o abastecimento de água a chegar às casas da cidade».
Em 1470, a região foi incorporada no Império Otomano por Ixaque Paxá, tendo então muitos habitantes da cidade sido deslocados para Istambul, recentemente conquistada. Esses emigrantes estabeleceram-se no bairro que viria a chamar-se Acsarai.

## Locais históricos ou mais interessantes para o visitante

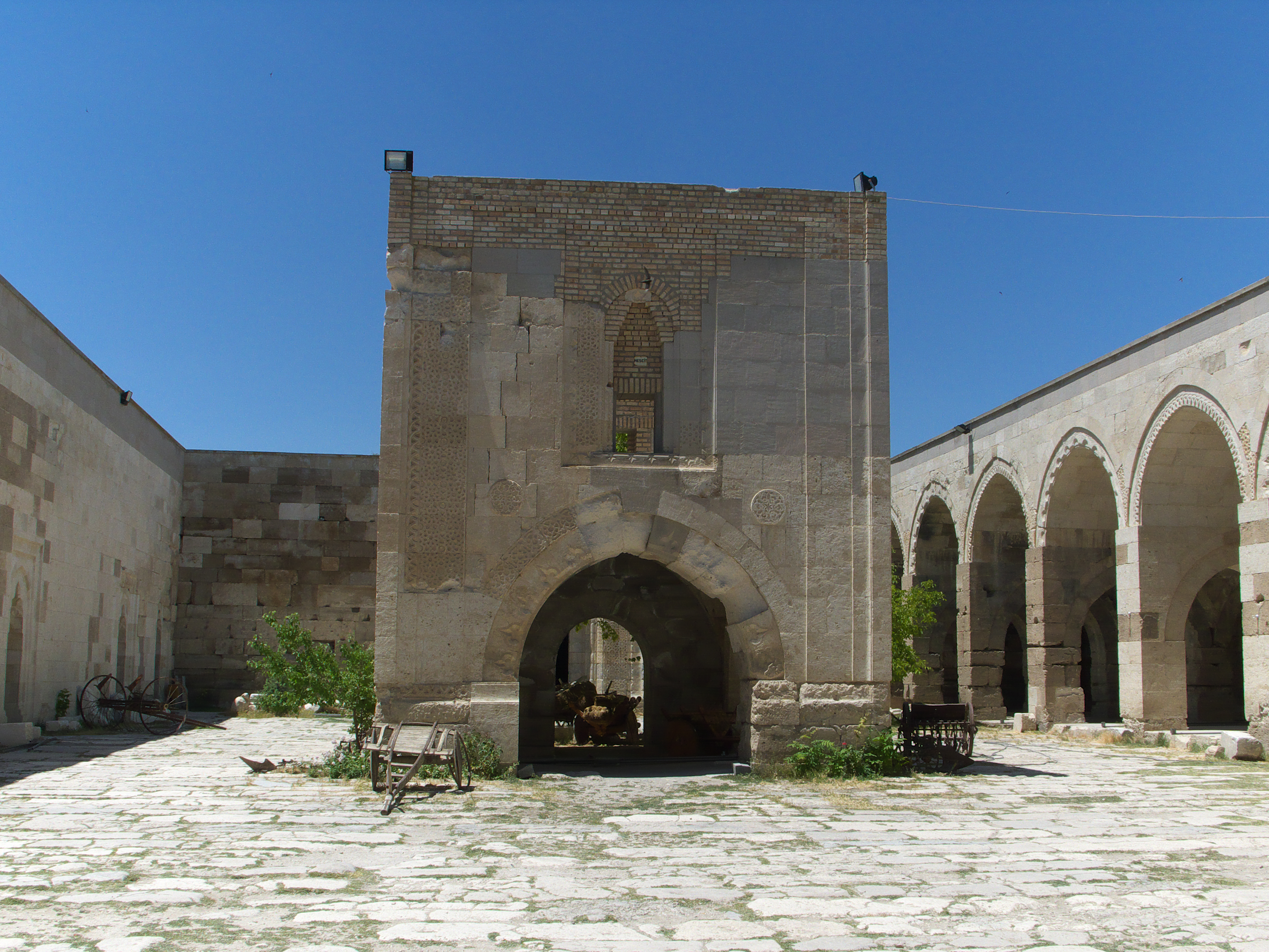
Pátio interior do caravançarai seljúcida Sultanhan

- Karamanoğlu Camii (mesquita dos Caramânidas).
- Eğri Minar (minarete oblíquo ou curvo) — uma torre seljúcida construída entre 1221 e 1226 no reinado de Caicobado I, sultão de Rum.
- Zincirye Medresi — uma madraça (escola islâmica) construído pelo emir caramânida em 1345, onde se destaca um pórtico tipicamente seljúcida.
- Cemitério de Ervah — onde se encontram os túmulos do século XIV do santo e líder islâmico nascido e morto em Acsarai Hamid-i Vali, também conhecido como Hamidadim Acsarai e, principalmente como Somuncu Baba.[a]

### Nos arredores
- Igreja Alta — A 3 km da cidade, sobre um grande rochedo.[a]
- Monte Haçane (Hasan Dağı) — Com 3 253 m de altitude, este vulcão extinto situado entre Acsarai e Nide, a cerca de 30 km a sul da cidade, é a segunda montanha mais alta da Anatólia Central. É visível da cidade.
- Aşıklı Höyük — Sítio arqueológico cuja ocupação remonta ao Neolítico, cerca de 8 000 a.C., situa-se 25 km a leste da cidade, a cerca de 1 km da aldeia de Kızılkaya.[a]
- Acemhöyük — Assentamento do início da Idade do Bronze situado 18 km a noroeste da cidade que se pensa que poderá ter sido a capital do reino hitita de Burusanda (também chamado de Purushanda).[a]
- Nora — Ruínas da antiga cidade da Capadócia dos períodos helenístico e bizantino, situa-se numa encosta ocidental do Monte Haçane, próxima da vila de Helvadere, a 30 km a sul de Acsarai.[a]
- Vale de Ihlara — Local de grande beleza natural, este vale estreito situado 40 km a leste de Acsarai, é também famoso pelas inúmeras igrejas escavadas na rocha, decoradas com frescos, alguns anteriores ao iconoclastia dos séculos VIII e IX, época em que grande parte das imagens figurativas religiosas foram destruídas.

#### Sultanhan

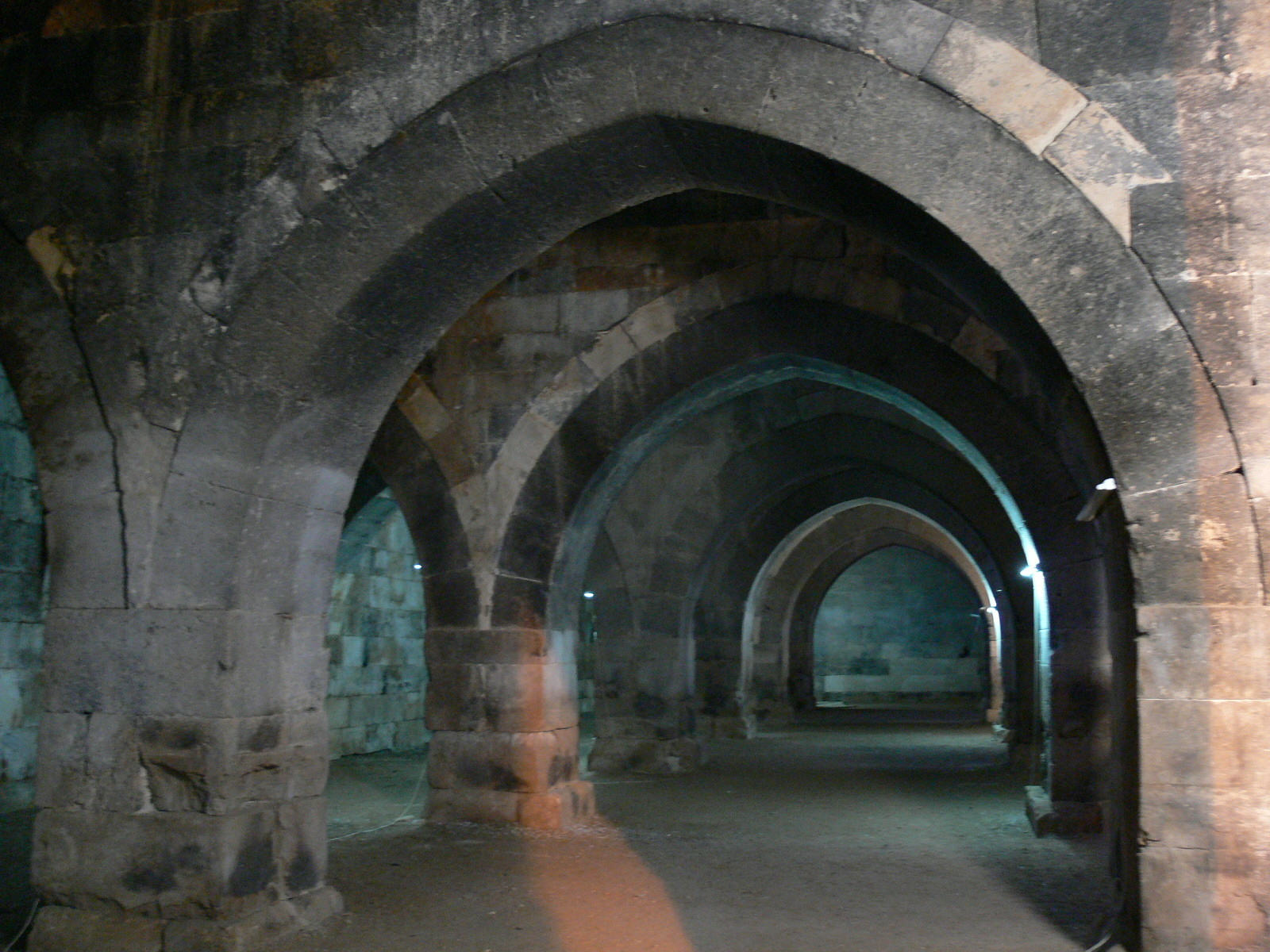
Interior dos aposentos de inverno do Sultanhan

A situação de Acsarai na Rota da Seda está na origem da existência de três monumentais caravançarais (hans em turco), nas imediações da cidade. O mais conhecido deles é Sultanhan, também chamado Sultanhanı. Situa-se junto à aldeia com o mesmo nome, a cerca de 40 km a oeste da cidade, na estrada que ligava Cónia à Pérsia via Acsarai (a Uzun Yolu, "estrada longa"). De acordo com uma inscrição, foi construído em 1229 durante o reinado de Caicobado I pelo arquiteto sírio Bin Havlan el Dimaski (o nome indica a sua origem: Damasco). Ainda no século XIII, foi parcialmente destruído por um incêndio, após o que foi reconstruído e ampliado em 1278 pelo governador Seraceddin Ahmed Kerimeddin bin el Hasan, durante o reinado de Caicosroes III. Após estas obras tornou-se o maior caravançarai da Turquia.
A entrada é feita pelo lado oriental, por um portão monumental de mármore (pishtaq) com 13 metros de altura, que sobressai de uma parede com ar de muralha com 50 m de comprimento. O pórtico tem um arco ogival decorado com mucarnas, mísulas e uma trança com elegantes padrões geométricos. O pátio aberto tem 44 × 58 m e era usado no verão, enquanto que os pátios interiores (ivãs) em ambos os lados eram usados no inverno. No meio do pátio uma "mesquita-quiosque" (kösk mesçidi), um edifício de pedra praticamente cúbico, que é o mais antigo do seu género na Turquia. A mesquita propriamente dita é no piso superior e assenta numa estrutura de quatro arcos em abóbada de berço. As arcadas laterais do pátio interior serviam de estábulos, encontrando-se os alojamentos no piso superior.}
No lado oposto à entrada principal existe outro portão em arco, igualmente decorado com um nicho muqarnas, aduelas e desenhos geométricos. A nave central do salão coberto tem uma abóbada em cruzaria em cujo centro há uma torre baixa coberta com uma cúpula. Esta cúpula tem um óculo que ilumina o salão.

## Cidades-irmãs
Áustria, Graz
 Áustria, Sankt Pölten
 Brunei, Bandar Seri Begawan
 Bulgária, Burgas
 Comores, Bandaressalam
 Eritreia, Dekemhare
 Eslováquia, Banská Bystrica
 Eslováquia, Košice
 Eslovênia, Slovenska Bistrica
 França, Ajaccio
 França, Lons-le-Saunier
 França, Prades
 Geórgia, Akhalkalaki
 Hungria, Hódmezővásárhely
 Irão, Teerão
 Irlanda, Cork
 Itália, Veneza
 Japão, Osaka
 Ruanda, Quigali
 Rússia, Petropavlovsk-Kamtchatski
 Turquia, Cónia